# Ingeborg Refslund Thomsen
Ingeborg Refslund Thomsen, född Hanssen 17 juli 1891 i Sønderborg, död 24 mars 1972 i Åbenrå, var en dansk författare och politiker (Det Radikale Venstre).

## Uppväxt och familj
Ingeborg Hanssen föddes i Sønderborg och var dotter till Hans Peter Hanssen, som arbetade vid tidningen Dybbøl-Posten och var redaktör för Sønderjyske Årbøger, och dennes hustru Helene Lucie Hanssen, född Iversen. När Ingeborg Hanssen var två år gammal flyttade familjen till Åbenrå, då fadern hade blivit chefredaktör för den danskspråkiga tidningen Heimdal. Sønderjylland (Nordslesvig) var vid denna tid en del av Tyska riket (sedan Danmark förlorat dansk-tyska kriget 1864) och det rådde motsättningar mellan danskspråkiga respektive tyskspråkiga. Efter att ha genomgått sin utbildning i tysk skola blev Hanssen elev vid Hejls efterskole 1904 och sedan vid Ubberup Højskole i Kalundborg under vintern 1906–1907. Därefter gjorde hon ett studieuppehåll vid Marie Kruses skole i Köpenhamn 1907–1908 innan hon avlade studentexamen vid Kolding højere Almenskole 1910. Därefter återvände hon till Köpenhamn för att studera på universitetet och avlade där en Examen philosophicum. Hon planerade att studera journalistik, men hon gifte sig 1911 med redaktören och landshövdingen (amtmand) Kresten Refslund Thomsen och bosatte sig i Åbenrå. Tillsammans fick de barnen Nanna (1912), Vibeke (1914), Gudrun (1915), Estrid (1922) och Ingeborg (1924).
Paret Refslund Thomsen var dansksinnade sydjyllänningar. Vid tiden för första världskrigets utbrott 1914 arbetade Ingeborg Refslund Thomsen i redaktionen för Heimdals söndagsbilaga. Hon flyttade tillsammans med familjen till Königsberg (numera Kaliningrad) 1916 då hennes make utförde sin militärtjänstgöring där. Efter krigets slut återförenades Sønderjylland med Danmark efter en folkomröstning 1920 och Kresten Refslund Thomsen utnämndes till landshövding i Åbenrå. Familjen flyttade därmed in i Brundlund Slot och de båda makarna kom att engagera sig för återuppbyggandet och integreringen av den nygamla danska landsdelen. Tillsammans med journalisten Svend Thorsen utgav Ingeborg Refslund Thomsen boken De fire onde Aar (De fyra onda åren) 1933 som skildrade vardagen i Sønderjylland under första världskriget. Hon kom på trettiotalet att bli en skarp kritiker av nazismen och hon motsatte sig den tyska minoritetens krav på att ändra gränsdragningen mellan Danmark och Tyskland. Hon hänvisade till suveränitetsprincipen och folkomröstningen, vars utfall resulterade i att Sønderjylland blev en del av Danmark. Vid andra världskrigets slut kom hon att bli värdinna för Folke Bernadotte och de tyska myndigheternas förhandlingar om hemtransporten av danska och norska koncentrationslägerfångar.

## Politisk karriär
Ingeborg Refslund Thomsen gick med i Det Radikale Venstre och på uppfordran från partiet ställde hon upp som kandidat till Rigsdagen 1939. Det dröjde dock till år 1947 innan hon lyckades bli invald till Landstinget, Rigsdagens första kammare, och hon var den första kvinnan som valdes in i kammarens utrikespolitiska nämnd (Det Udenrigspolitiske Nævn). I Rigsdagen arbetade hon mycket med frågor som direkt berörde Sønderjylland och var motståndare av både en gränsförflyttning av den dansk-tyska gränsen och nedläggningen av tyskspråkiga kommunskolor. Hon satt i Landstinget fram till 1953, då hon blev invald till Folketinget. Hon satt där i en mandatperiod, fram till 1957, och valde därefter att inte fortsätta kandidera till Folketinget. 
Utöver sina partipolitiska uppdrag hade Refslund Thomsen även flera förtroendeuppdrag inom filantropiska och feministiska organisationer: Hon var styrelseledamot i bl.a. Sønderjydsk Hjælpefond, som bl.a. delade ut kläder till barn, och i Komitéen til støtte for sønderjyske børnehaver. Hon var även ordförande för barnhemmet Lyshøj i Sønderborg och ordförande för den lokala avdelningen av kvinnosaksorganisationen Dansk Kvindesamfund i Åbenrå. Hon utgav även biografierna Et dansk Kvindesind (1941) och Dorothea på Nørremølle (1953), samt Blade af Den nordslesvigske Kvindeforenings historie.
År 1964 blev Ingeborg Refslund Thomsen utnämnd till riddare av Dannebrogsorden.

## Övrigt
Utmärkelser
- H.V. Clausen og Johan Ottosens legat til fremme af danskheden i Sønderjylland (1965)

Bibliografi
- Hjemme I Nordslesvig (1962)